# 周貽尉
周贻尉（1995年10月16日—），在马来西亚的雪兰莪巴生市，他是一位马来西亚男子跳水运动员。
周贻尉12歲投入跳水，13歲進入國家隊，但曾在14歲退出國家隊。在2011和2012年間重返國家隊。
周貽尉2014年英联邦运动会跳水比赛中，在男子雙人10公尺跳板，聯合黃茲樑奪得銅牌，這是他參加大賽以來的首面獎牌，意義非凡。“參加過東運會，但沒有機會摸牌。這是我第1次參加亞運會，第1面亞運會獎牌，同時也是我人生大賽的第1牌。”
之後在2015年東南亞運動會，再次聯合黃茲梁於男子雙人10公尺跳板項目中奪得金牌。